# 効率的市場仮説
効率的市場仮説（こうりつてきしじょうかせつ、英: efficient-market hypothesis、EMH）とは、金融経済学において市場は常に完全に情報的に効率的であるとする仮説。ここで言う情報的に効率的であるとは、金融市場における金融商品の価格がその商品の価値を決定づける情報を反映しているという意味である。効率的市場仮説に従えば、株式取引は株式を常に公正な価格で取り引きしていて、投資家が株式を安く買うことも高く売ることもできないということになる。すると、銘柄の選定や市場のタイミングから市場の平均以上の実績を得るのは不可能である。

## 概要
市場を効率的とみなすための主な仮説には以下のようなものがある。
- 常に多数の投資家が収益の安全性を分析・評価している。
- 新しいニュースは常に他のニュースと独立してランダムに市場に届く。
- 株価は新しいニュースによって即座に調整される。
- 株価は常に全ての情報を反映している。

金融理論は主観的なものである。言い換えると、金融には証明された法則はなく、あるのは市場の営みを説明しようとするアイデアだけである。
効率的市場仮説には「ウィーク」・「セミストロング」・「ストロング」という3つのバージョンがある。ウィーク型の仮説は、株式や債券、不動産のような取引資産の価格は過去に公開された情報を全て反映したものであると主張する。セミストロング型仮説は、過去に公開された情報の反映に加えて、新たに公開される情報が瞬時に価格に反映されると主張する。ストロング型の仮説には、隠されたインサイダー情報さえも瞬時に価格に反映されるという主張が更に加わる。効率的市場仮説に批判的な論者は、市場の合理性への過信は2000年代後半の恐慌を引き起こしたと非難する。対して擁護論者は、市場効率性は未来に不確定性を否定するものではなく、常に真となるわけではない世界の単純化であって、ほとんどの各個人の投資目的に対して実質上効率的なのだと言明する。

## 歴史的背景

### 起源についての説
歴史的には、効率的市場仮説とランダムウォーク仮説、そしてマルチンゲールモデルは近しい結びつきがある。株式市場価格のランダム特性のモデル化は、1863年にフランス人仲介業者ジュール・レノーによって最初になされた。その後フランス人数学者ルイ・バシュリエの1900年の博士論文「The Theory of Speculation（投機の理論）」でモデル化されている。この業績は1950年代までほとんど無視されていたが、1930年代の分散した独立な研究結果によってこの博士論文が強化された。少数の論文は米株価と関連する金融時系列がランダムウォークに従うことをほのめかした。アルフレッド・カウルズの1930年代と1940年代の研究は、一般にプロの投資家が市場を上回る実績をあげることはないことを示唆した。この仮説はリスク資産で収益をあげるビジネスの重要性を決定づけている。

### 最初の定式化
効率的市場仮説は、シカゴ大学ブース・スクール・オブ・ビジネス教授のユージン・ファーマが1960年代初頭に出版した博士論文中で研究した学術的な概念によって発展した。これは1990年代に行動経済学が傍系から主流に昇格するまで広く受け入れられた。実証的分析は効率的市場仮説の問題点を継続的に見つけていて、業績に対して価格の低い（同様に、キャッシュフローに対して、あるいは帳簿価格に対して価格の低い）株式は他の株式を取引するよりも利益が高くなるという分析（バリュー株効果）は、特に継続的に見つかるものである。 認知バイアスが非効率性を引き起こし、投資家に割安株よりも割高な成長株を購入させるとする新しい学説も提唱されている 。このような十分な根拠と継続的な非効率性の観測によって市場効率性は非難の対象となっているが、メレディス・ビーチーらの2000年のサーベイは効率的経済仮説を議論の重要な出発点としている。

### 影響
効率的市場仮説は1960年代中盤に突出した学説として持ち上がった。ポール・サミュエルソンはバシェリエの研究を経済学者に流布し始めた。上述したバシェリエの実証研究に則る博士論文は、ポール・クートナーの編による1964年のアンソロジーに掲載された。1965年に、ファーマはランダムウォーク仮説を主張する博士論文を書いている。さらに、サミュエルソンは市場が効率的であれば価格がランダムウォークの挙動を示すことを証明した。この記事は効率的市場理論を支持する文献としてしばしば引用され、必然性を断定する手法として利用されたが、サミュエルソンはこのような後ろ向き推論に対する警告として同論文中で「実証に則らない公理から実証的な結果を引き出すことは不可能である」と述べている。1970年に、ファーマは効率的市場仮説の理論と根拠の両方についてのレビューを発表している。このレビューはウィーク型・セミストロング型・ストロング型の3つの金融市場効率性（後述）を定義するなど、理論を拡張し洗練させている。
株式市場は「マクロに効率的」なのではなく「ミクロに効率的」だという議論がある。この考えの支持者はサミュエルソンで、効率的市場仮説は株式市場全体よりも個別の株式に対しての方がよく当てはまることを確かめた。回帰と分布図に基づく調査はサミュエルソンの断定を強く支持している。この結果は、非営利団体や営利団体（証券会社やコンサルティング会社等）を含む様々な団体が提供する広範な経済トレンド予測の理論的な正当化でもある。
英株式市場がウィーク型効率的というこの根拠に加えて、資本市場の他の調査はセミストロング型効率性を指し示している。アルシャド・カーンの研究によると、穀物先物市場は大手投資家の保有情報に追従してセミストロング型効率性を示す (Khan, 1986) 。イギリスのマイケル・ファースは、企業買収声明後の株価の売り注文を比較した (Firth 1976, 1979, 1980) 。ファースは株価が正しいレベルに完全かつ瞬時に調整し、英株価市場がセミストロング型の効率性を持つと結論付けた。しかし、市場が短期間の買収声明のような広く公表されたイベントに対して効率的に反応する能力は、他のより長期的な無形の要因についての市場の効率性を必ずしも証明するものではない。デビッド・ドレマンは、即時の反応は効率の必要条件ではなく、（市場が長期的にも効率的かどうかの検証には）特定の動きに反応する株式の長期的な利益の方がより良い指標であると指摘して、この瞬時の「効率的」反応による根拠を批判した。

## 理論的背景
通常の効用極大化エージェント以上に、効率的市場仮説はエージェントが合理的な期待を持つことを要求する。つまり、（たとえどの個人がそうでなかったとしても）平均的を取った母集団が正しく期待を持ち、いつ関連情報が現れてもエージェントは適切に集団の期待を更新するということである。ここでエージェント自身が合理的であるということは要求していない。効率的市場仮説は新しくもたらされた情報に投資家の個人々々が過剰に反応したり過少に反応したりすることを許容する。効率的市場仮説が仮定するのは、投資家の反応がランダムな正規分布のパターンに従うという要求のみである。この要求は、特に（手数料やスプレッドのような）売買コストを考慮したときに、市場価格への正味の影響が、異常な収益を得るための信頼して利用できる情報とならないようにするために設けられる。そのため、どの個人が、あるいは全員が市場のことを誤解していてもよいが、市場全体は常に正しくあることになる。効率的市場仮説には一般的にウィーク型効率性、セミストロング型効率性とストロング型効率性の3つの様式があり、それぞれは異なる市場の営みを仮定している。

### ウィーク型効率性
ウィーク型効率性では、過去の価格の分析から未来の価格を予想することはできないことが仮定される。株価の履歴やその他の履歴に基づく投資戦略を用いて長期的に過剰報酬を稼ぐことはできない。何らかのファンダメンタル分析が過剰報酬をもたらすことがあったとしても、テクニカル分析の技術が過剰報酬を継続的に生み出すことはない。株価は系列依存性を見せず、言い換えると資産価格に「パターン」は存在しない。これは未来の値動きがもっぱら価格に含まれていない情報によって決定されるということを暗示している。このような「ソフトな」効率的市場仮説は価格が均衡またはその付近に留まるということを要求せず、市場参加者が市場の「非効率性」からシステマチックに利益を得ることができないことのみを要求する。しかし、効率的市場仮説は（ファンダメンタル情報の変化がないときの）全ての値動きはランダム（つまりトレンドを持たない）と予想するが、株式市場が数週間かそれ以上にわたるトレンドを持つという市場の傾向を多くの研究が示しており、更にトレンドの強さと長さには正の相関があるという研究もなされている。このような大きくて明らかに非ランダム的な値動きについての様々な説明が発表されている。
全ての入手可能な情報を反映したアルゴリズムによる価格構築の研究は、情報科学分野の広範囲で研究されている。
ウィーク型の効率的市場仮説を検証する斬新なアプローチとして、情報理論から導かれた数量化を用いる手法がある。この方向性では、ルチアーノ・ズニーノらは情報の効率性が市場規模および経済発展のステージと関係することをみつけた。アウレリオ・バリビエラらは、重要な経済イベントの情報効率性への影響力を明らかにした。ズニーノ、バリビエラと共著者ら経済物理学者が提案した方法論は、既存の経済学の技法に代わる新たな選択肢であり、価格時系列に潜在する確率的またはカオス的な力学の変化の検出を可能にする。

### セミストロング型効率性
セミストロング型の効率性では、新しい情報が得られたときに株価が急速にかつ偏りなく調整すると仮定し、そのために情報に則った取引では過剰報酬を得られないとする。セミストロング型の効率性ではファンダメンタル分析もテクニカル分析も過剰報酬をもたらさないことになる。セミストロング型効率性が検証されるためには、それまでに知られていなかったニュースへの調整が適正な大きさで瞬時に起こらなければならない。この検証には、初期変動の後にそれと同方向の上昇または下降の調整を探すことになる。このような調整が存在すれば、投資家の情報解釈に偏りがあるため、その非効率性を示唆することになる。

### ストロング型効率性
ストロング型効率性では、株価は公及び内輪のものを含んだ全ての情報を反映していて、過剰報酬は誰も得ることができないことになる。インサイダー取引法のような法的防壁によって内輪の情報が公になることを防いでいる場合には、法律が普遍的に無視されるような場合を除いてストロング型効率性の成立は不可能である。ストロング型効率性を検証するためには、投資家が長期にわたって継続して利益をあげるのが不可能な場所に存在していなければならない。運用投資会社が長期にわたって市場を出し抜いていたとすれば、ストロング型効率性からはどんな反論も許されない。しかし数十万人のファンドマネージャーがいる中で、（効率性が予想するように）利益が正規分布に従っていたとしても、数十人の「スター」投資家は生まれてしまうのである。

#### グロスマン・スティグリッツのパラドックス
サンフォード・J・グロスマンとジョセフ・スティグリッツが1980年に発表した論文における経済学の理論モデルはストロング型の効率的市場仮説について新たな示唆をもたらした。当該論文中で述べられている市場効率性に関するパラドックスをグロスマン・スティグリッツのパラドックス（英: Grossman-Stiglitz paradox）と言う。
グロスマンとスティグリッツは市場参加者が金融資産の真の価値についてノイズを含んだ（非公開の）私的情報を持っている場合の金融資産の価格形成について考察を行った。彼らは合理的期待均衡（英: rational expectation equilibrium、REE）と呼ばれる一般均衡のフレームワークを用いて、金融資産の価格に全ての市場参加者の私的情報が反映されることを示した。
ここで問題になるのが価格から得られる情報があれば、市場参加者の持っている私的情報は資産の真の価値を推測するに当たって有用な追加的情報をもたらさなくなるということである。よって情報収集にコストがかかるのであれば、市場参加者は情報収集を行わず価格から得られる情報で資産の真の価値を推測するほうが合理的となる。しかし、市場参加者が私的情報を持たなければ、そもそも価格に市場参加者の私的情報は反映され得ない。よって情報収集にコストが存在する場合は均衡が存在しなくなる。このような状況を指してグロスマン・スティグリッツのパラドックスと呼ぶ。
この問題はグロスマンとスティグリッツによって定式化されたモデルに限らず、ストロング型の効率性を達成している市場価格について援用できることから大きな影響をもたらした。実証研究においてアナリストの情報が開示された時に価格の補整が行われるという結果（つまりストロング型の効率性が成立していないという結果）がいくつか存在するが、これらの情報は有料情報であり、グロスマンとスティグリッツの結果と整合的になっている。よってストロング型の効率性は成立していないとファーマは1991年の論文で述べている。これらの結果から定量的な手法を取る研究者の多くはウィーク型とセミストロング型の効率性の成否について焦点をあてるようになっている。

### 結合仮説問題
結合仮説問題 (英: joint hypothesis problem) とは、市場効率性の（証明や反証のような十分な）検証を絶対的に不可能とするものである。市場効率性を検証するためには、効率的な価格設定の挙動についての何らかのモデル化が必要になる。そして実際の価格がモデルに従うかどうかによって効率性を検査できるわけであるが、ほぼ必ずモデルの不成立が示されてしまい、市場が効率的でないことを支持する結果を導いてしまう。結合仮説問題は、このように非効率性を示す検証結果が出てしまうのはモデルの不完全性に原因があると捉えるものである。考慮に入れることができない要素は多く存在するが、市場効率性を仮定すると、考慮できない要素もまた合理的な基盤を持つことになる。これらの考慮できない要素が何者なのかを説明する必要はなく（これは説明の間違いを証明される恐れがあるため危険な行為であるといえる）、また考慮に入れることができないようなその要因についての存在しないことの証明は不可能であり、検証が不能な市場効率性は、単に成り立っているだろうと考えればよいのである。

## 批判と行動経済学

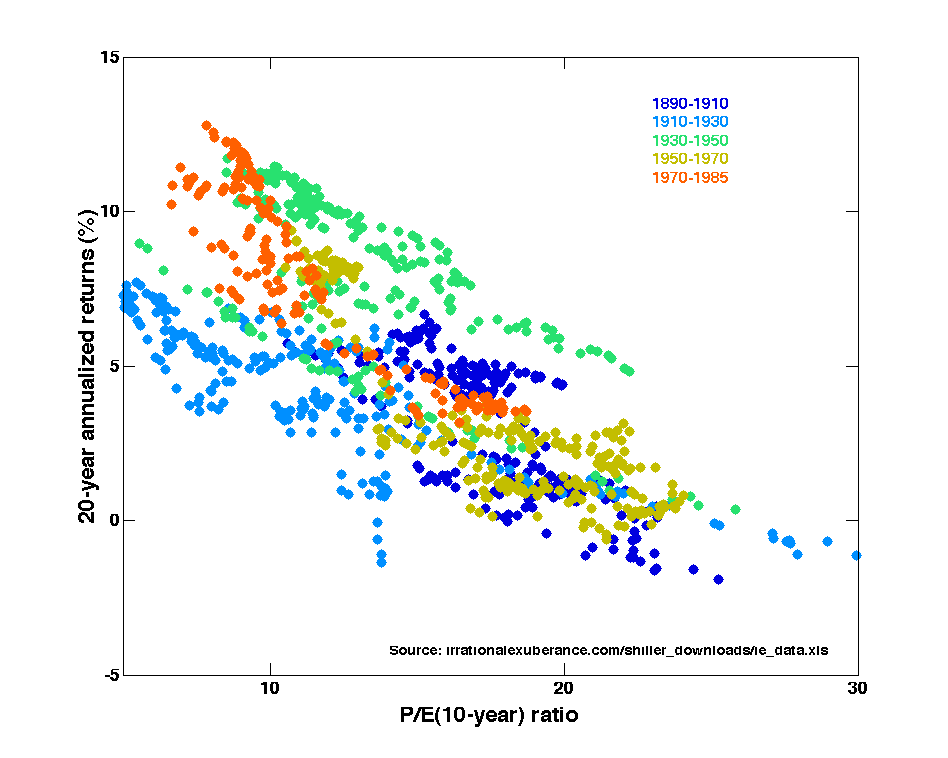
ロバート・シラーによるプロットに基づく株価収益率を用いた20年収益の予測 (Figure 10.1, source)。縦軸は「根拠なき熱狂」中で計算されたS&Pコンポジット株価示数による実際の株価収益率（インフレ調整書価格をインフレ調整所得で割ったもの）を示す。横軸は実際のS&Pコンポジット株価示数の実際の利益の年間幾何平均、再投資配当率と20年後の売りを示す。異なる20年間のデータは凡例に示す色分けで表す。ten-year returnsも参照。シラーはこのプロットが「長期投資家はみな最近のような株高時期のエクスポージャーを抑えて株安の時期に入るよう忠告されているはずで、株価が業績に対して割安な時期から1つの銘柄に資金を10年間委託した投資家は確実に良い利益をあげている」ことを示していると述べる。効率的市場仮説の一般的妥当性を擁護していることで有名なバートン・マルキールは、この相関は金利差に起因していて効率的市場仮説と矛盾しないと述べている

投資家（ウォーレン・バフェットのような）と研究者は効率的市場仮説について実証と理論の両方から論争を続けてきた。行動経済学者はこのような金融市場の不完全性の原因を認知バイアスの組み合わせに求める。認知バイアスとは、推論および情報処理における、過信、過剰反応、代表制バイアス、情報バイアスやそのほか予想される多様なヒューマンエラーである。これらはダニエル・カーネマン、エイモス・トベルスキー、リチャード・セイラーやポール・スロビックのような心理学者によって研究されてきた。推論におけるこれらのエラーにより、ほとんどの投資家は割安株ではなく割高な成長株を買い、その結果、正しく吟味した投資家が、顧みられなかった割安株の掘り出し物や成長株の暴落で利益を得ることになる。投資家は春にはリスクのある投資を、秋には安全な投資を好む傾向がある、と述べられている。
実証的な根拠は様々なもので混沌としているが、一般にストロング型の効率性を支持していない。1995年のドレマンとベリーの論文によると、低いP/Eの株式はより大きな利益をあげている。レイ・ボールはこのような高い収益は高いベータに起因すると主張し、これはアノマリーが現代ポートフォリオ理論によく則っていることを説明しているとして効率的市場論者に受け入れられたが、ドレマンは更に前の論文においてボールの主張に反駁している。
ある年数にわたって低い利益をあげた株式を「敗者」とみなしたとする。すると「勝者」は同程度の期間にわたって高い利益をあげた株式ということになる。ヴェルナー・デボンとリチャード・セイラーの研究によれば米国株式市場において、「敗者」のリターンは「勝者」のリターンを上回ることが確認された（リターン・リバーサル効果）。しかし、このデボンとセイラーの研究結果は効率的な市場という価値観に基づいた資産価格モデルであるファーマ=フレンチの3ファクターモデルで説明できることが実証されている。また後の研究ではベータが平均利益の差を説明しないということが示されている。（敗者が勝者になってしまうという）長い地平線上での利益の逆転傾向は、効率的市場仮説の更にもう一つの反証となっている。収益の逆転を正当化するためには、敗者は勝者よりも遥かに高いベータを持っていなければならない。この研究は、ベータの差が効率的市場仮説を救うという期待が、実はそうではないということを示している。
最も重要な効率的市場仮説アノマリーとしてモメンタム効果がある。ナラシムハン・ジャガーディッシュとシェリダン・ティットマンによって確認されたモメンタム効果についての金融経済学の膨大な文献がある。彼らは米国株式市場において過去3～12ヵ月にわたって比較的高（低）い利益を生み出している株式は、次の3～12ヵ月も利益が高（低）くなることを統計的に実証した。特にこのジャガーディッシュとティットマンにより発見されたモメンタム戦略の優位性はファーマ=フレンチの3ファクターモデルで説明できないことから、効率的市場仮説に対しての重大なチャレンジと見なされた。モメンタム戦略は、利益の高いものを買って利益の低いものを売り、リスクを調整して平均的に正の利益を得ようとするものである。単純に株利益に基づいているため、モメンタム効果はウィーク型効率性を否定する強い根拠で、ほとんどの国の株利益、企業利益や公的な株価市場示数において観測されている。しかも、ファーマはモメンタムは一等のアノマリーだと受け入れている。

### 経済バブルと根拠なき熱狂
投機的な経済バブルは明白なアノマリーである。経済バブルでは、エスカレートする市場心理／根拠なき熱狂を作って基本的な価値を無視した買いに市場が頻繁に動かされる。このようなバブルの後の典型的な現象として、加熱した売りへの過剰反応が起こり、抜け目のない投資家が掘り出し物価格で株式を手に入れるのを許すことになる。ジョン・メイナード・ケインズの有名な言葉にあるように、「あなたが支払い能力を維持できる期間よりも長く市場は非合理であり続けられる」ために、合理的な投資家が非合理なバブルで空売りして利益を得るのは難しい。1987年のブラックマンデーのような唐突な市場崩壊は、効率的市場の眺望からは不可解なものであるが、ウィーク型効率的市場仮説では統計的に稀な事象として許容されている。
バートン・マルキールは、中国のような特定の新興市場が実証的に効率的ではないことを警告していて、上海や深圳のような市場はアメリカの市場とは違って強い系列相関（価格トレンド）があり、非ランダムウォーク的で操作の形跡を示しているという。

### 行動心理学

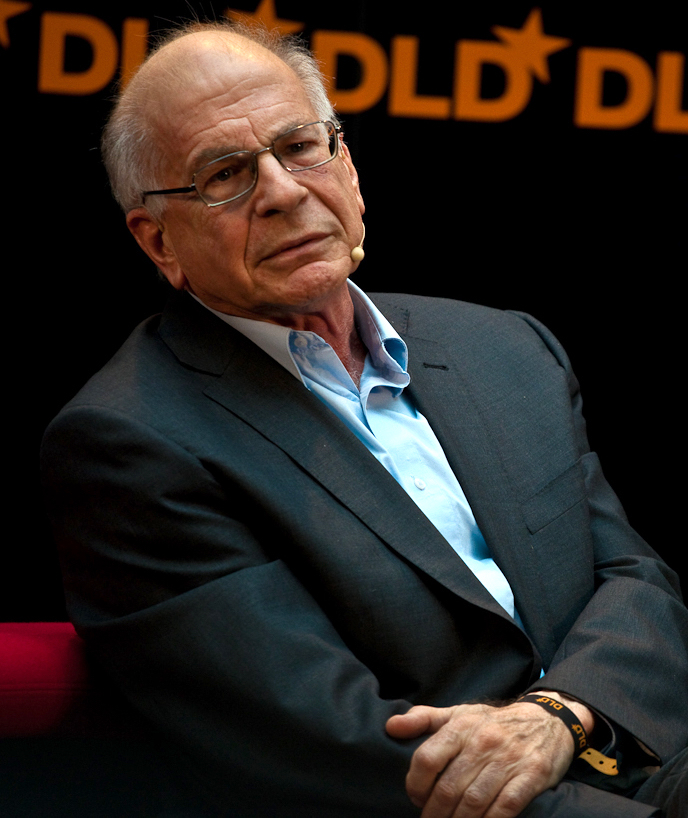
ダニエル・カーネマン

株式市場取引への行動心理学的なアプローチは、効率的経済仮説（ならびにまさにこのような非効率性を利用したいくつかの投資戦略）の対抗馬の中でも特に有望なものである。しかし、ダニエル・カーネマンはノーベル賞講演において投資家が市場を出し抜くことへの懐疑論を表明し、「彼ら〔投資家〕はそれ（市場の出し抜き）をやっていない。そのようなことはあり得ない。」と述べた。実際に、効率的市場仮説の擁護者は、行動経済学は競争市場ではなく個人と集団のバイアスを強調しているという点で、効率的市場仮説を強化していると主張する。例えば、行動経済学の一つの突出した発見に、個人は双曲割引を使用するというものがある。債券、抵当、出資や類似の市場原理にさらされる金融機関が双曲割引を行わないのは明らかに真実である。これらの債務の値付けの中での双曲割引のあらゆる発露はさや取り売買を招き入れて個人のバイアスの痕跡を速やかに消していく。同様に、分散投資、デリバティブ保証やその他のヘッジ戦略が行動経済学の強調する個人の深刻なリスク許容性の低下（損失回避）を消し去らないまでも緩和する。それに対して経済学者、行動経済学者や投資信託マネージャーは人間なので行動科学者が陳列するバイアスに拘束される。反対に、行動経済学プログラムが強調する個人のバイアスの市場の価格シグナルへの影響ははるかに小さい。リチャード・セイラーは認知バイアスについての自身の研究に基づくファンドを開いている。2008年のレポートの中でセイラーは複雑性と群衆行動が2008年の金融危機の中心だと同定している。
更なる実証的な取り組みは、売買コストの市場効率性の概念への影響を強調し、市場の非効率性に関連するあらゆるアノマリーが、投資情報を得るための費用を支払い投資家の費用便益分析の結果であることを、強い証拠をもって示唆している。付け加えると、流動性の概念は、異常な収益を検証する「非効率性」をとらえるための決定的な要素である。この提唱のあらゆる検証には、異常な収益の尺杖が必要になるために、市場効率性の検証を不可能にする結合仮説問題に直面する。モデルが要求される収益率を正しく規定するかどうかがわからなければ、市場が効率的かどうかを知ることはできない。その結果、株価モデルが間違っているか市場が非効率かのどちらかであるという状況になり、どちらが正しいのかを知るすべはなくなる。
株式市場の実績は、主要取引所のある都市の日照量と相関がある、と述べられている。
ランダムウォークの鍵となる研究は1980年代後半にアンドリュー・ローとアーチー・クレイグ・マッキンレーによりなされた。彼らはランダムウォークが全く存在していないことを効果的に論じている。
この論文が学会にアクセプトされるまでには約2年を要し、1999年にそれまでの彼らの研究論文を修正した"A Non-Random Walk Down Wall St." を発表した。

### 裁定の限界
心理学的なアプローチの一つの問題点としては裁定取引を通じた金融市場の価格調節機能が働かないことのもっともらしい説明ができないことである。その問題点を解決するために用いられるコンセプトとして裁定の限界（英: limits of arbitrage）がある。
そもそも金融商品の価格が非合理な投資家の売買行動によって適正な価格から逸脱すれば、裁定機会が生じ合理的な投資家は反対売買を行うことで利益が生じる。この反対売買の結果として価格は再び適正な価格に収斂する。ミルトン・フリードマンに端を発すると言われているこの議論は市場の効率性を擁護する議論として度々用いられてきたが、この議論にもとづけば、もし合理的な投資家が何らかの制約により裁定機会を解消するような反対売買を行うことが出来なければ価格は適正値から逸脱したままになる。このように何らかの制約により裁定機会が消化されないことを裁定の限界と呼ぶ。
裁定の限界についてはいくつかの理論モデルが定式化されている。最も代表的なものとして、アンドレ・シュライファーとロバート・ヴィシュニー の研究がある。シュライファーとヴィシュニーは当該論文中において、ヘッジファンドなどの合理的な投資家が顧客から預かっている資金についての制約のために十分な反対売買を行えないことで、ノイズトレーダーと呼ばれる非合理な投資家の売買行動が起こした価格の逸脱が継続するという理論的結果を得ている。
裁定の限界によるアプローチは心理的バイアスを用いた手法と共に金融市場における行動経済学の主要な方法論の一つになっている。

### 経済学者の見解
経済学者マシュー・ビショップとマイケル・グリーンは、仮説を完全に受け入れることは、理性を失った行動が市場に本当の影響を与えるというアダム・スミスとジョン・メイナード・ケインズの信条に反していると指摘した。
経済学者ジョン・クイジンは「ビットコインはおそらく純粋なバブルの極上の好例である」と述べ、これが効率的市場仮説の決定的な反駁を提供していると主張した。他の通貨として使える資産（金、タバコや米ドル）は人々が支払い方法として受け入れる意思とは独立した価値を持つのに対し、「ビットコインの場合はどのような価値の種も存在しない」として、以下のように述べた。

ビットコインが実際の利益を一切生み出さないため、人々が所有したがっているという保証によって値上がりしているということになる。しかし、利益のフローや流動的価値が無い中での終わりのない値上がりは、効率的経済仮説が起こり得ないとする種類のバブルに正確に該当する。

キム・マン・ルイは2013年に、熟練トレーダーと初心者トレーダーの実績の違いは管理された鍛錬にあると指摘した。市場が本当にランダムウォークするのであれば、これらの2種類のトレーダーの間に違いは出ないはずである。しかし、テクニカル分析に明るいトレーダーはそうでないトレーダーよりも遥かに高い実績を上げる。
チリジ・マルワラは、市場に人工知能を搭載したコンピューターのトレーダーが増えるほど市場は効率的になっていくため、人工知能が効率的経済仮説の理論の適用可能性に影響を与えるのではないかと推論した。
ウォーレン・バフェットもまた効率的経済仮説に反論していて、特に注目に値する1984年のプレゼンテーション「The Supervisers of Graham-and-Doddsville」において、世界最高レベルの運用投資会社で働く株式投資家の圧倒的多数は、投資家の成功は運で決まるという効率的経済仮説の主張に反論していると述べた。マルキールは、プロのポートフォリオマネージャーの3分の2が（1996年までの）30年間にわたってS&P 500指数を越える実績を出せていない（しかも、ある年に実績が高い人とその次の年に実績が高い人の間の相関はほとんどない）ことを示している。

## 2000年代後半の金融危機
2007～2008年の金融危機は、効率的市場仮説を新たな詮索と批判に晒すことになった。マーケットストラテジストのジェレミー・グランサムは、仮説を信じることでフィナンシャルリーダーたちに「株式バブル崩壊の危険性を長期にわたっての低い見積もり」を持たせたと主張し、この金融危機は効率的市場仮説に責任があると断言した 。著名なジャーナリストのロジャー・ロウェンスタインは理論を激しく非難し、「現在の大いなる後退の良い面は、効率的市場仮説として知られる学術的なノストラムの心臓に杭を打てたことだ」と断言した。元連邦準備議長のポール・ボルカーは同意して「近年の金融危機の原因の中でも合理的期待と市場効率性への正当化されない確信は明らかに」責があるとし あるフィナンシャルアナリストは「2007～2009年までは、効率的経済仮説をありのままの真実として信じ込んだ狂信者でなければならなかった」と言及している。
証券監督者国際機構の2009年6月開催の年次会議では、効率的市場仮説が中心的な話題となった。フィナンシャルタイムズのチーフ経済コメンテーターのマーティン・ウルフは、実際の市場の活動を検査するのに使えない方法ということで効率的市場仮説を捨てた。PIMCO代表取締役の批判はそれほど急進的ではなく、仮説は失敗してはいないが、人の摂理を無視しているという点で「重大な欠点を抱えている」と述べた。
金融危機は、著名な判事でシカゴ大学の法学教授であり、法学と経済学の革新者であるリチャード・アレン・ポズナーを仮説から離れてある程度のケインズ経済学への信用に回帰させた。ポズナーは一部のシカゴ大学の一部の同僚たちを「分岐点で寝ている」と非難し、「金融業の規制改革のムーブメントは、レッセフェール資本主義の弾性、あるいは自己治癒力を誇張てあまりにもいきすぎている」と述べた。ファーマやほかの学者たちは、仮説は危機の間はよく保たれ、市場は後退の犠牲になったのであり、原因ではないと述べた。しかしファーマは「情報を持たない投資家が市場の道を違えた」ために株価が「ある程度不合理に」なったと述べた。これは内輪の情報を作って従来の開示方法の精度を下げ、市場参加者の評価と正しい値付けを困難にさせる新しい複雑な商品を開発することにより、証券会社が市場の効率性を減らすということができてしまったという批評家の示唆を認めたことになる。

## 効率的市場の証券集団訴訟への応用
効率的市場の理論は証券集団訴訟の分野で実問題に応用されている。効率的市場理論は、「市場に対する詐欺理論」と共に証券集団訴訟の正当化および被害見積もりのメカニズムとして用いられている。ハリバートン事件の最高裁訴訟では、証券集団訴訟を支持する効率的市場理論の仕様が認められた。ジョン・ロバーツ最高裁判事は「最高裁判決は、あまりにも効率的市場理論に依存しているとはいえ、『利用可能な直接証拠』を許す『基本』の判決に則っている」と述べている。